# Aphthona
Aphthona is een geslacht van kevers uit de familie bladkevers (Chrysomelidae).
De wetenschappelijke naam van het geslacht werd in 1837 gepubliceerd door Auguste Chevrolat.

## Soorten
- Aphthona abdominalis Duftschmid, 1825
- Aphthona aeneomicans Allard, 1875
- Aphthona alanyensis Fritzlar, 2004
- Aphthona albertinae Allard, 1866
- Aphthona alcina Leonardi, 1975
- Aphthona almorensis Konstantinov & Lingafelter, 2002
- Aphthona andrewesi Jacoby, 1896
- Aphthona asirica Doguet, 1979
- Aphthona atrocaerulea Stephens, 1831
- Aphthona atrovirens Förster, 1849
- Aphthona babai Kimoto, 2000
- Aphthona basantapurica Kimoto, 2001
- Aphthona beckeri Jacobson, 1895
- Aphthona bengalica Konstantinov & Lingafelter, 2002
- Aphthona bergeali Fritzlar, 2001
- Aphthona bergealoides Fritzlar, 2004
- Aphthona bilyi Konstantinov & Lingafelter, 2002
- Aphthona biokovensis Penecke, 1907
- Aphthona bonvouloiri Allard, 1860
- Aphthona brancuccii Medvedev, 1997
- Aphthona brunnea (Medvedev, 1984)
- Aphthona cangshanensis Konstantinov & Lingafelter, 2002
- Aphthona carbonaria Rosenhauer, 1856
- Aphthona chalchica Medvedev, 1980
- Aphthona chekanovskii Konstantinov, 1998
- Aphthona chiangmaiensis Konstantinov & Lingafelter, 2002
- Aphthona chrozophorae (Prathapan & Konstantinov, 2003)
- Aphthona clara Konstantinov & Lingafelter, 2002
- Aphthona claripes Rapilly, 1978
- Aphthona constantini Doguet & Petitpierre, 1986
- Aphthona convexior Har. Lindberg, 1950
- Aphthona crassicornis Lopatin, 1990
- Aphthona crassipes Wollaston, 1860
- Aphthona cryptomorpha Konstantinov, 1998
- Aphthona cyparissiae Koch, 1803
- Aphthona czwalinae Weise, 1888
- Aphthona dalatensis Konstantinov & Lingafelter, 2002
- Aphthona delicatula Foudras, 1860
- Aphthona depressa Allard, 1859
- Aphthona dhrubi Konstantinov & Sprecher-Uebersax, 2005
- Aphthona dhunche Konstantinov & Sprecher-Uebersax, 2005
- Aphthona dobangensis Kimoto, 2001
- Aphthona dongchuanica Konstantinov & Lingafelter, 2002
- Aphthona erichsoni Zetterstedt, 1838
- Aphthona espagnoli Král, 1965
- Aphthona euphorbiae Schrank, 1781 – Vlasaardvlo
- Aphthona flava Guillebeau, 1894
- Aphthona flaviceps Allard, 1859
- Aphthona flavicollis Wang, 1992
- Aphthona franzi Heikertinger, 1944
- Aphthona fuentei Reitter, 1901
- Aphthona furthi Medvedev, 1997
- Aphthona fuscothailandensis Konstantinov & Lingafelter, 2002
- Aphthona glebi Konstantinov, 2006
- Aphthona glochidionae (Prathapan & Konstantinov, 2003)
- Aphthona gomerensis Gruev & Petitpierre, 1979
- Aphthona gracilipes Ogloblin, 1926
- Aphthona gracilis Faldermann, 1837
- Aphthona gressitti Konstantinov, 1998
- Aphthona gruevi Konstantinov, 1998
- Aphthona gruszkorum Warchalowski, 1974
- Aphthona guamensis Konstantinov & Lingafelter, 2002
- Aphthona habashanica Konstantinov & Lingafelter, 2002
- Aphthona hauseri Heikertinger, 1911
- Aphthona herbigrada Curtis, 1837
- Aphthona heveli Konstantinov & Lingafelter, 2002
- Aphthona himalayana Medvedev & Sprecher-Uebersax, 1997
- Aphthona hissarica Lopatin, 1975
- Aphthona illigeri Bedel, 1898
- Aphthona indica Jacoby, 1900
- Aphthona interstitialis Weise, 1887
- Aphthona jordanica Mohr, 1962
- Aphthona juliana Springer, 1953
- Aphthona kashmirensis Konstantinov & Lingafelter, 2002
- Aphthona kaszabi Kral, 1967
- Aphthona konstantinovi Lopatin, 1998
- Aphthona kubani Konstantinov & Lingafelter, 2002
- Aphthona kuntzei Roubal, 1931
- Aphthona kurosawai Ohno, 1962
- Aphthona lacertosa Rosenhauer, 1847
- Aphthona lantangi Konstantinov & Sprecher-Uebersax, 2005
- Aphthona lopatini Konstantinov, 1998
- Aphthona lubischevi Konstantinov, 1998
- Aphthona lutescens Gyllenhaal, 1808
- Aphthona luzonica Konstantinov & Lingafelter, 2002
- Aphthona macarangae (Prathapan & Konstantinov, 2003)
- Aphthona maculata Allard, 1876
- Aphthona maghrebina Bergeal & Doguet, 1989
- Aphthona malaisei Bryant, 1939
- Aphthona maldesi Doguet & Petitpierre, 1986
- Aphthona mallotae (Prathapan & Konstantinov, 2003)
- Aphthona marataka Prathapan & Konstantinov, 2003
- Aphthona mariki Konstantinov & Sprecher-Uebersax, 2005
- Aphthona martensi (Medvedev, 1990)
- Aphthona melancholica Weise, 1888
- Aphthona merkli Gruev, 1994
- Aphthona mimica Medvedev, 1997
- Aphthona mohri Warchalowski, 1973
- Aphthona moralesi Madar & Madar, 1965
- Aphthona mude Konstantinov & Sprecher-Uebersax, 2005
- Aphthona nandiensis Prathapan & Konstantinov, 2003
- Aphthona neoerythropoda Konstantinov & Lingafelter, 2002
- Aphthona nepalensis Medvedev, 1984
- Aphthona nigriceps Redtenbacher, 1842
- Aphthona nigriscutis Foudras, 1860
- Aphthona nonstriata Goeze, 1777 – Lisaardvlo
- Aphthona occidentalis Har. Lindberg, 1950
- Aphthona occitana (Doguet, 1988)
- Aphthona okinawaensis Konstantinov & Lingafelter, 2002
- Aphthona olegi Konstantinov, 2006
- Aphthona omeishanica Konstantinov & Lingafelter, 2002
- Aphthona ovata Foudras, 1860
- Aphthona ovatipennis Medvedev, 1992
- Aphthona ovatoidea Gruev, 1981
- Aphthona paivana Wollaston, 1860
- Aphthona pallida Bach, 1856
- Aphthona parnassicola Heikertinger, 1944
- Aphthona paropaca Konstantinov & Lingafelter, 2002
- Aphthona pelmoides Konstantinov & Lingafelter, 2002
- Aphthona perrisi Allard, 1869
- Aphthona phalchoki Konstantinov & Sprecher-Uebersax, 2005
- Aphthona phyllanthae (Prathapan & Konstantinov, 2003)
- Aphthona placida Kutschera, 1864
- Aphthona plenifrons Wollaston, 1864
- Aphthona postmaculata Medvedev, 1993
- Aphthona potanini Konstantinov, 1998
- Aphthona przhevalskii Konstantinov, 1998
- Aphthona pseudocrypta Konstantinov, 1998
- Aphthona puncticollis Allard, 1866
- Aphthona punctiventris Mulsant & Rey, 1874
- Aphthona pygmaea Kutschera, 1861
- Aphthona rawalpindica Lopatin, 2002
- Aphthona rhodinensis Heikertinger, 1944
- Aphthona rufothoracica Konstantinov & Lingafelter, 2002
- Aphthona russica Konstantinov, Volkovitsh & Cristofaro, 2001
- Aphthona sandrae Baselga & Novoa, 2002
- Aphthona sardea Allard, 1866
- Aphthona sarmatica Ogloblin, 1928
- Aphthona schereri Konstantinov, 1998
- Aphthona semicyanea Allard, 1859
- Aphthona semivaripes Konstantinov & Lingafelter, 2002
- Aphthona siamica Kimoto, 2000
- Aphthona simlaensis Konstantinov & Lingafelter, 2002
- Aphthona singalilaensis Konstantinov & Lingafelter, 2002
- Aphthona sinuatipennis Konstantinov & Lingafelter, 2002
- Aphthona spenceri Konstantinov & Lingafelter, 2002
- Aphthona steineri Konstantinov & Lingafelter, 2002
- Aphthona stussineri Weise, 1888
- Aphthona subovata Allard, 1859
- Aphthona taiwana Takizawa, 1979
- Aphthona tamdaoensis Konstantinov & Lingafelter, 2002
- Aphthona tamila Konstantinov & Lingafelter, 2002
- Aphthona taniae Konstantinov, 2006
- Aphthona tenasserimae Konstantinov & Lingafelter, 2002
- Aphthona thailandensis Konstantinov & Lingafelter, 2002
- Aphthona tristis Har. Lindberg, 1950
- Aphthona valachica Heikertinger, 1944
- Aphthona variolosa Foudras, 1860
- Aphthona venustula Kutschera, 1861
- Aphthona violacea Koch, 1803
- Aphthona wachnitzae Madar & Madar, 1968
- Aphthona wagneri Heikertinger, 1909
- Aphthona warchalowskii Fritzlar, 2001
- Aphthona weiseana Konstantinov, 1998
- Aphthona wittmeri Doguet, 1979
- Aphthona wollastoni Har. Lindberg, 1950
- Aphthona yunnanica Konstantinov & Lingafelter, 2002
- Aphthona yunnomontana Konstantinov & Lingafelter, 2002